# Cándido Rosa Cabello
Cándido Rosa Cabello (Carapeguá, c. 1845-24 de octubre de 1906) fue un militar y político paraguayo que peleó en la Guerra de la Triple Alianza, alcanzando el rango de alférez 1°. En la posguerra, fue uno de los principales referentes políticos en Carapeguá del recién creado Partido Colorado. Una de las calles céntricas de Carapeguá lleva el nombre de "Alférez 1° Rosa C. Cabello".

## Primeros años
Cándido Rosa Cabello nació alrededor de 1845, hijo legítimo de Pedro Vicente Cabello Fleitas y María Ignacia Sánchez. Tuvo dos hermanos mayores: Francisca (c. 1830) y Silverio (c. 1831). Sus padres fallecieron alrededor del año 1853, cuando tenía 6 años.

## Actuación en laGuerra de la Triple Alianza
Se enroló muy joven al Ejército, y fue asignado a la 1° Compañía del 2° Regimiento de Artillería a Caballo, bajo las órdenes del entonces coronel José María Bruguez. Fue ascendido al rango de Alférez 1° por orden del Mariscal Francisco Solano López el 3 de agosto de 1866. Es objetivo suponer que cayó prisionero o se retiró del frente poco después de esta fecha, porque no hubo otro ascenso en los siguientes cuatro años que duró la contienda.

## Posguerra
Dos años después de terminada la guerra, el 28 de julio de 1872, Cándido Cabello hizo su inscripción al programa de asistencia a veteranos de la guerra, en virtud de su rango de oficial que solicita le sea reconocido. El 28 de septiembre de 1878, bajo la presidencia de Higinio Uriarte, es nombrado Jefe Político de Carapeguá por Decreto Presidencial N° 858, cargo que ocuparía hasta su renuncia en 1892. Al mismo tiempo, el 30 de abril de 1880 es nombrado Juez de Paz por Decreto Presidencial N° 306. Toda su carrera política la hizo militando por el Partido Colorado, del cual fue considerado uno de sus principales caudillos en la ciudad.

## Fallecimiento y descendencia
Falleció a los 61 años el 24 de octubre de 1906, de hemiplejia, según consta en su certificado de defunción. Tuvo numerosa descendecia, producto de sus 10 hijos: 1 natural y 5 reconocidos previos a su matrimonio; y 4 legítimos habidos con su esposa Juliana Báez. Muchos de ellos tendrían gran importancia en el posterior desarrollo de la ciudad y se alistarían como soldados en la Guerra del Chaco. Fue abuelo del Teniente 1° Manuel Cabello Molina, una de las principales figuras heroicas de Carapeguá. 

### Naturales
- Con Lorenza Cabello
  - José Cabello (1881 - 1931)

### Reconocidos
- Con Juana Bautista Vera
  - Cantalicia Cabello Vera (c.1874 - 1909)
- Con Tránsito Vielma
  - Jacinta Cabello Vielma (c. 1875- c. 1923)
- Con María Pabla Rotela Cáceres
  - Francisca Cabello Rotela (c. 1874 - 1963)
  - Dionicio Cabello Rotela (c. 1878 - 1936)
  - Francisca Ramona Cabello Rotela (c. 1886 - 1965)

### Legítimos
- Con su esposa Juliana Dolores Báez Riveros
  - María Leoncia Cabello Báez (1887 - c. 1926)
  - Patricia Ignacia Cabello Báez (1890 - 1987)
  - Jorge Cándido Cabello Báez (1892-1980)
  - Dominga Cabello Báez (1894 - 1949)